# Aurahi (Siraha)
Aurahi – gaun wikas samiti we wschodniej części Nepalu w strefie Sagarmatha w dystrykcie Siraha. Według nepalskiego spisu powszechnego z 2001 roku liczył on 877 gospodarstw domowych i 5203 mieszkańców (2550 kobiet i 2653 mężczyzn).